# Kuszniery (obwód brzeski)
Kuszniery (biał. Кушняры; ros. Кушнеры) – wieś na Białorusi, w obwodzie brzeskim, w rejonie iwacewickim, w sielsowiecie Podstarzynie, nad Hrywdą.
Dawniej wieś i folwark. W dwudziestoleciu międzywojennym leżały w Polsce, w województwie poleskim, w powiecie kosowskim/iwacewickim, w gminie Borki-Hiczyce/Iwacewicze. Po II wojnie światowej w granicach Związku Radzieckiego. Od 1991 w niepodległej Białorusi.